# 漢迪 (印地安納州門羅縣)
漢迪（英語：Handy）是位於美國印地安納州門羅縣的一個非建制地區。該地的面積和人口皆未知。